# Скусниченко, Пётр Ильич
Пётр Ильич Скусниченко (род. 10 января 1950 года, Березовка, Львовская область) — российский оперный певец (тенор), вокальный педагог. Декан вокального факультета, профессор Московской консерватории. Народный артист Российской Федерации (2005).

## Биография
Родился в селе Березовка Львовской области Украинской ССР. Учился во Львовском музыкальном училище у К. В. Ивановой. По его окончании в 1973 году, поступил в Московскую консерваторию в класс профессора Гуго Тица. По окончании консерватории в 1978 году, был принят солистом в труппу Большого театра.

### Исполнительская карьера
На сцене Большого театра исполнял партии Ленского в «Евгении Онегине» П. И. Чайковского, Шуйского в «Борисе Годунове» М. П. Мусоргского, Бомелия в «Царской невесте» и Моцарта в «Моцарте и Сальери» Н. А. Римского-Корсакова, Паоло в «Франческе да Римини» С. В. Рахманинова, Гонсальве в «Испанском часе» М. Равеля. В 1980 году окончил аспирантуру Московской консерватории у Гуго Тица. С 1982 по 1992 годы работал на радио и телевидении.
Как исполнитель много времени посвятил концертной деятельности. Выступал с оркестрами под управлением Г. Н. Рождественского, В. И. Федосеева и Н. Н. Некрасова на сценах Большого зала консерватории и Концертного зала имени П. И. Чайковского. Выезжал на гастроли с сольными программами в Финляндию, Республику Корею, США и Францию. В концертном репертуаре — произведения М. И. Глинки, А. С. Даргомыжского, Н. А. Римского-Корсакова, Ц. А. Кюи, П. И. Чайковского, Дж. Верди, Дж. Пуччини, Р. Леонковалло, Р. Штрауса, Ф. Шуберта, русские, украинские и итальянские народные песни. Также посещал с концертами Украину, Литву, Латвию, Эстонию, Белоруссию и Казахстан.
Участвовал в записях с хором Всесоюзного радио и Центрального телевидения, а также исполнил романсы П. И. Чайковского и С. В. Рахманинова для Гостелерадиофонда.

### Преподавательская карьера
Преподавать начал в 1979 году в Музыкальном училище при Московской консерватории. В 1980 году стал преподавателем Московской консерватории. В 1986 возглавил вокальный отдел училища, а в 1995 — кафедру сольного пения консерватории. В том же году удостоен звания профессора Московской консерватории. В 1997 году занял должность декана вокального факультета.
Активно участвует в образовательно-просветительской деятельности за рубежом. Проводил мастер-классы в Германии, Финляндии, Республике Корее, Испании, Италии, Японии, Голландии.
Среди учеников Петра Скусниченко — заслуженные артисты России Юрий Нечаев, Сергей Мурзаев и Михаил Урусов, лауреаты Международного конкурса имени П. И. Чайковского Борис Стаценко и Андрей Дунаев, почётный деятель искусств города Москвы Александр Киселёв, лауреаты международных конкурсов Владимир Байков, Станислав Мицкевич и Анна Викторова.
Пётр Скусниченко входил в жюри конкурсов вокалистов имени М. И. Глинки, имени Ф. И. Шаляпина, имени П. И. Чайковского, имени С. Я. Лемешева, Всероссийского конкурса «Bella voce». Является председателем научно-методического совета по вокальному образованию при Министерстве культуры РФ.

## Награды и премии
- 1977 — II премия Всесоюзного конкурса вокалистов имени М. И. Глинки[1]
- 1978 — IV премия Международного конкурса имени П. И. Чайковского[1]
- 1982 — II премия и главный приз международных конкурсов в Тулузе[1]
- 1984 — III премия Международного конкурса имени Виотти[1]
- 1992 — Заслуженный артист Российской Федерации — за заслуги в области искусства[5]
- 2005 — Народный артист Российской Федерации[2]